# Uggerby
Uggerby er en landsby i det vestlige Vendsyssel med 202 indbyggere i byområdet (2021). Landsbyen ligger ti kilometer sydøst for Hirtshals og seks kilometer øst for Horne ved landevejen fra Hirtshals til Skagen.
Den er beliggende i Region Nordjylland og hører til Hjørring Kommune. Uggerby ligger desuden i Uggerby Sogn.
Landsbyen ligger ved Uggerby Å og nord for byen er Uggerby Klitplantage, hvor plantage og åens udløb er et Natura 2000-område.

## Eksterne links
- Wikimedia Commons har flere filer relateret til Uggerby